# 鶉衣

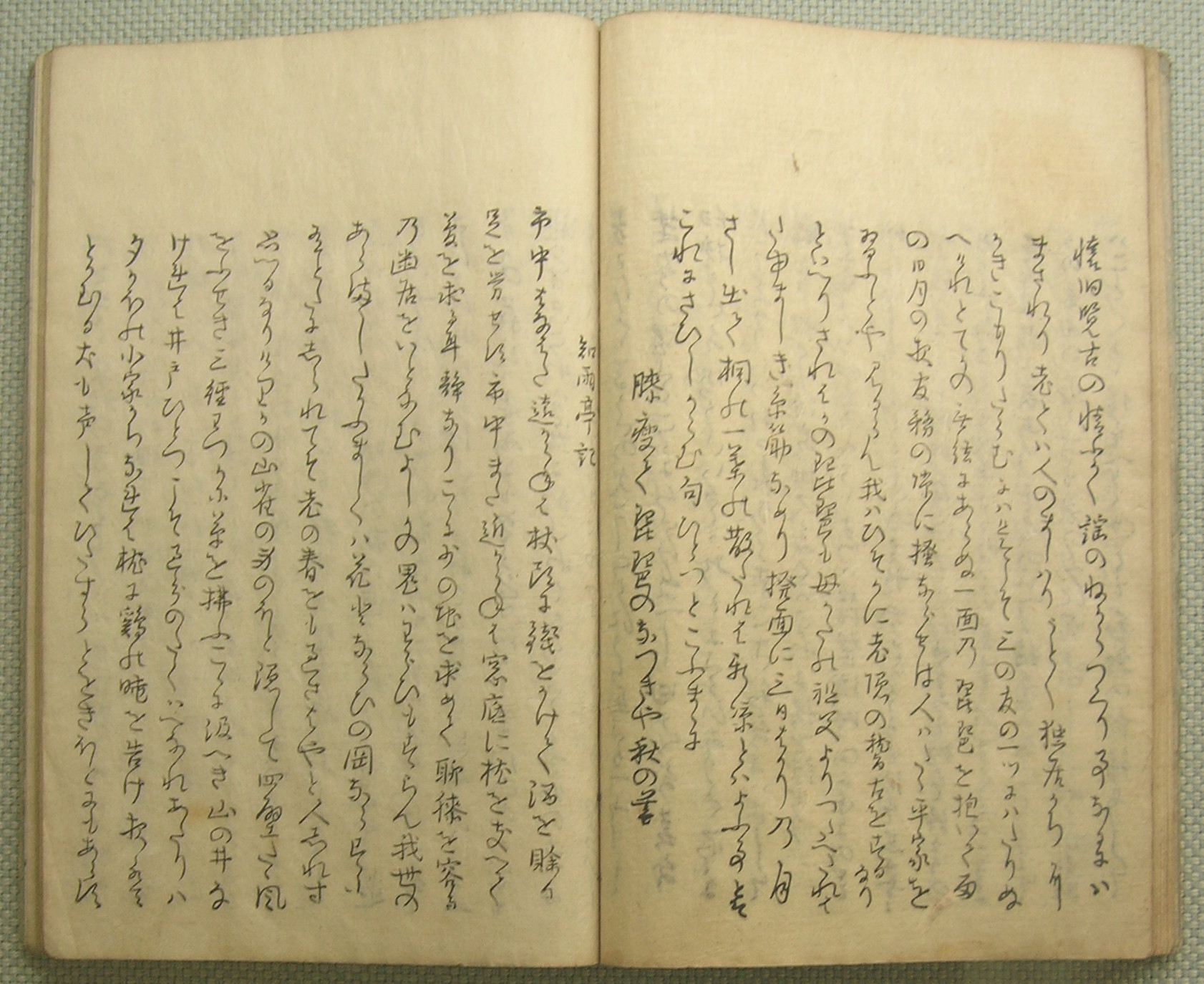
「鶉衣」前編 下巻

鶉衣（うずらごろも）とは江戸期の俳文集である。作者は横井也有。作者の死後、大田南畝により前編が1787年（天明7年）、後編が翌1788年（天明8年）に出版された。さらに石井垂穂により続編と拾遺が1823年（文政6年）に出版されている。

## 概説
俳文の極致とも言うべき飄逸味溢れた俳文集である。作者の言によれば、本書の命名の意図は、「あやしくはへもなききれぎれを、あつめつづりたるを、うずら衣とはいうなり」との事でありすなわち、鶉の羽毛のように、見栄えのしない粗末な文章の集まりだという意味である。作者である横井也有は、多才の人で俳諧・儒学・武芸全般に秀いでその趣味の広さを投影して洗練された雅俗混淆の文で綴られた俳文集となっている。

## 原典の構成
前編（上、下、続）・後編（上、下、鏡裏梅）・続編（上、中、下）・拾遺（上、中、下）各編四部合わせて十二冊の構成となっている。

## 影響と価値
俳諧という言葉自体本来滑稽という意味を含んでいる。軽妙自在の筆の進みに任せ、ユーモアと機知に飛んだ文章は、俳諧の本質をとらえている。松尾芭蕉の「風俗文選」とともに俳文の双璧をなすものとされる。

## 原典と参考書
- 板本＝「中興俳論俳文集」
- 稿本＝「校訂注釈　鶉衣」（春陽堂）刊・石田元季校訂→旧版岩波文庫・刊　1930年

### 文庫
- 1. ↑  『風俗文選（森川許六　選）・和漢文操（各務支考　編）・鶉衣（横井也有　著）』藤井紫影、武笠三諸　校訂、有朋堂書店（有朋堂文庫）1918年（大正7年）561～890頁
- 『鶉衣 （上下）』　堀切実校注、岩波文庫、2011年2月・6月刊